# オルトメディコ
株式会社オルトメディコ (ORTHOMEDICO Inc.) は、日本の東京都文京区に本社を置く、食品や雑貨、生活用品など、人の生活にかかわる製品や事柄すべてにおける科学的根拠の取得を支援する会社である。

## 概要
国立大学法人東京医科歯科大学内オープンラボの入所と同年に株式会社オルトメディコが設立された。設立後は、当時ではまだ少なかった食品の機能性評価をヒトで行う食品専門の臨床試験受託事業をメインとしていた。設立17年まで食品臨床試験受託事業1本であったが、18年目から現在までにモニターリクルート事業、マーケットリサーチ事業、届出代行事業、研究会運営事業、アウトカム開発事業など、新しい事業が展開されている。

## 沿革[1][2]
- 2005年　株式会社オルトメディコを設立 (国立大学法人東京医科歯科大学のオープンラボ施設)
- 2005年　ヒトに食品を摂取させる臨床試験コーディネートサービスを開始
- 2009年　東京医科歯科大学附属病院高気圧治療部と減圧症の共同研究を開始
- 2011年　医療法人社団新聖会と口腔ケアに関する共同研究を開始[3]
- 2011年　第46回日本高気圧環境・潜水医学会学術総会にて優秀賞を受賞[4]
- 2012年　国立大学法人筑波大学と機能性食品に関する共同研究を開始
- 2015年　東京医科歯科大学に近い（東京都文京区湯島）オフィスビルへ移転
- 2015年　産業技術総合研究所と嗅覚と認知症に関する共同研究を開始
- 2015年　モニター募集サイト(Ｇｏトーロク！)で、一般の方が自由に受けられる無料健診サービスを開始
- 2017年　東京都文京区小石川にある住友不動産後楽園ビルへ移転、学校法人早稲田大学との共同研究を開始
- 2017年　第18回日本早期認知症学会で若手奨励賞を受賞
- 2018年　研究会の企画・運営・実施を支援するサービス「はじめての研究会」を開始
- 2019年　機能性表示食品の届出支援サービス「届出.com」を開始
- 2019年　食事単位から調査する調査票「CAND (キャンディ)」を開発し論文に掲載される[5][6]
- 2020年　八雲香産株式会社・早稲田大学との共同研究成果を学会で発表[7]
- 2020年　臨床試験で培った統計技術を活かしたマーケット調査サービス「お客さまの声.com」を開始